# Taryn Manning
Taryn Manning (Falls Church, Virginia; 6 de noviembre de 1978) es una actriz, cantante, compositora y diseñadora de moda estadounidense. Es la vocalista del dúo electrónico Boomkat y copropietaria de la marca de ropa Born Uniqorn. Manning obtuvo su primer papel como actriz en 2001 cuando interpretó el rol de Maddy en Crazy/Beautiful. Es conocida por su participación en Crossroads, 8 Mile, A Lot Like Love, Hustle & Flow, Weirdsville y Jack and Jill vs. the World. Ha aparecido en un amplio rango de películas, desde dramas hasta comedias e incluso cintas de ciencia ficción. También es famosa por su papel en la serie original de Netflix Orange Is the New Black.

## Primeros años
Taryn Manning nació en Falls Church, Virginia, hija de Sharyn y Bill Manning, quienes se divorciaron cuando ella tenía dos años de edad. Luego de esto, su madre llevó a Taryn y a su hermano Kellin a vivir con ella a Tucson, Arizona. A los 12 años, Manning y su madre se mudaron a California, donde asistió a la Orange County High School of the Arts. Cuando tenía 14 años, su padre músico, Bill, se suicidó.

## Carrera de actuación

### 1999-2005: Comienzos de su carrera
Manning comenzó a actuar a finales de la década de 1990, apareciendo en roles pequeños en varias producciones de  cine y televisión, como en The Practice, Get Real, NYPD Blue y Popular. También hizo una aparición como invitada en la serie Boston Public, en un papel que fue específicamente escrito para ella. En 1999, apareció en una película independiente llamada Speedway Junky. También audicionó para la versión estadounidense de Popstars, que salió al aire a comienzos de 2001 en The WB.
Hizo su debut en cine con un papel en Crazy/Beautiful, a la cual le siguió la película de 2002 Crossroads, donde interpretó a una de las dos mejores amigas de Britney Spears. Luego, apareció en 8 Mile y en White Oleander. Junto con papeles en las películas Lucky 13 y Debating Robert Lee, Manning apareció brevemente en el melodrama Cold Mountain y en la comedia romántica A Lot Like Love.
Apareció en las portadas de FHM en julio de 2003, en Stuff en mayo de 2007 y en el calendario 2006-2007 de Stuff. Fue clasificada en la posición número 33 en un ranking de las 103 mujeres más sexys de 2003 realizado por la revista Stuff y en la posición número 59 en el ranking de las 100 mujeres más sexys de 2003 elaborado por la revista Maxim; en el ranking de 2008 de la misma revista quedó en el número 60.

### 2005-presente: Cine independiente y avances
Su primer papel importante fue como Nola en la película Hustle & Flow de 2005, junto a Terrence Howard, interpretando a una prostituta de Memphis, Tennessee. La película recibió un 68 de 100 de comentarios positivos en el sitio web Metacritic. Manning estuvo nominada para un premio a Mejor Actriz Revelación. El director Craig Brewe vio la foto de Manning en un libro fotográfico y estuvo convencido de que la actriz que interpretaba a Nola luciría como ella. "Hay algunas personas que ponen la basura en un armario, y Taryn puede interpretar esos papeles con dignidad y seriedad", dijo Brewer sobre Manning.
Sus siguientes proyectos fueron Unbeatable Harold y When the Nines Roll Over.
Luego participó de Weirdsville, una película de comedia con Scott Speedman y Wes Bentley. La canción de Boomkat "It's Not My Fault" apareció en la banda sonora de la película, interpretada a dúo por Manning y John Rowley. En 2007, encarnó el rol de Ivy Chitty en la serie de Fox Drive, un drama sobre varias personas compitiendo en una carrera ilegal en todo el país. En After Sex, siete cortometrajes en uno, Manning interpretó el papel de Alanna. Tuvo papeles principales en las películas Cult y Banshee. "Me lastimé un día durante una de las escenas de persecución, donde otro auto chocó con mi auto", explicó Manning luego sobre sus acrobacias.
Manning apareció junto a Freddie Prinze, Jr. en la comedia dramática Jack and Jill vs. the World.
Interpretó a Rita Cherry en cuatro episodios de Sons of Anarchy; su coestrella Katey Sagal llamó a su actuación "fantástica".
Al principio hizo una aparición como invitada en el show y luego se unió al reparto, convirtiendo su actuación en bien recibida. Más tarde, en 2008, apareció en el vídeo musical de Butch Walker "The Weight of Her", y en el vídeo musical de Will.i.am "Yes We Can". Coprotagonizó con Bill Pullman en la película Your Name Here, en la que interpretó a Nikki, quien se basó en Victoria Principal. La película está basada vagamente en la vida del escritor de ciencia ficción Philip K. Dick.
Según una entrevista, el papel de ensueño de Manning sería en un musical como Moulin Rouge!, porque ella "creció bailando". Cuando era niña, apareció en muchos musicales y obras. Admira las apariciones musicales de su amiga Gina Gershon. En 2009, apareció como Rose Atropos en The Perfect Age of Rock 'n' Roll. La película recibió en su mayoría críticas positivas de los críticos y fanáticos. Manning trabajó con Ron Perlman en dos películas de 2009, The Devil's Tomb y The Job. Apareció en la película de terror Kill Theory, que cuenta la historia de un grupo de estudiantes universitarios que se encuentran como objetivo de un asesino sádico. Luego actuó en la película dramática The Job, estrenada en el Festival de Cine de San Diego el 15 de septiembre de 2009. Los críticos llamaron a la película "entretenida y divertida, con giros que llegan como un reloj".
Más adelante, firmó para retratar a Caroline Bishop, el interés amoroso de Kris Black, en Five Good Years. En febrero de 2010, fue elegida para el remake de Hawaii Five-0, como la hermana menor del personaje principal, Steve McGarrett. Luego, participó en la serie de Netflix Orange Is the New Black, interpretando a Tiffany "Pennsatucky" Dogget, una reclusa fanática religiosa.

## Carrera musical

### 2003-2009: Comienzos en la música pop y Boomkat
En 2003, Manning y su hermano Kellin formaron la banda Boomkat. La banda firmó con un sello discográfico con el productor de American Idol Randy Jackson, pero el acuerdo fracasó. Robbie Robertson luego los firmó a DreamWorks Records, que fue el sello de Boomkat desde 2002 hasta 2004. En 2002, Manning cantó una versión de "I'll Take You There" con Tuit en varios comerciales de Gap dirigidos por Peter Lindbergh. Su álbum debut, Boomkatalog.One, fue lanzado el 18 de marzo de 2003. Boomkat lanzó dos sencillos, "The Wreckoning" y "What U Do 2 Me". El primer sencillo, "The Wreckoning", fue un éxito número 1 en la lista Hot Dance Music/Club Play. La música de Boomkatalog.One ha aparecido en películas como Mean Girls, Crossroads, The Hot Chick, 8 Mile y The Italian Job.
Después de un descanso, en una entrevista en octubre de 2005 en la revista Nylon, Manning mencionó que Boomkat regresaría, y que ella estaba escribiendo canciones para el nuevo álbum una vez que encontraran otro sello discográfico.
Boomkat lanzó su primer sencillo en cuatro años, llamado "Runaway", el 8 de abril de 2009. A comienzos de junio de 2008, el segundo álbum de Boomkat, A Million Trillion Stars, estuvo disponible en las tiendas en línea. En octubre de 2008, Boomkat realizó varios shows en el área de Los Ángeles. En diciembre de 2008, Manning grabó una versión de "Christmas All Over Again", de Tom Petty, que se estrenó en su página oficial de Myspace. El 3 de marzo de 2009, su primer sencillo oficial, "Run Boy", fue lanzado junto a un vídeo musical. Dicho vídeo se estrenó en People.com.
A Million Trillion Stars fue lanzado en las tiendas el 10 de marzo de 2009 por un sello discográfico independiente, Little Vanilla Records. En 2009, Manning apareció en la canción de la banda Dreamers "Lonely World", como también en el vídeo musical de su canción "The Dreamers". En el vídeo musical, ella tiene el papel de "Ring Master". El 28 de octubre de 2009, anunció que Boomkat estaba trabajando en su tercer álbum de estudio.
El quinto vídeo musical de A Million Trillion Stars se estrenó en Myspace el miércoles 17 de febrero de 2010.

### 2009-presente: Carrera en solitario
En septiembre de 2009, Manning dijo que estaba trabajando en un álbum en solitario. En una entrevista con Adam Bernard, aseguró que el disco sería de "música dance, colorido y extravagante, como Portishead"[cita requerida]. Cantó su primer sencillo de este álbum, "So Talented", en un episodio de Melrose Place.
La canción fue escrita con el productor Linney (de Darkchild Entertainment). El 3 de septiembre de 2009 se confirmó que dos canciones estaban completas para el álbum.

## Otras actividades
La compañía del sello discográfico de Boomkat, Little Vanilla Records, es propiedad de Manning. Tiene una línea de ropa llamada Born Uniqorn con su mejor amiga Tara Jane. La marca fue fundada en otoño de 2005. Born Uniqorn ha sido anfitrión de muchos shows a beneficio para organizaciones de caridad de Los Ángeles. Sus íconos de la moda son Kate Moss, Nicole Kidman, Cate Blanchett y Kate Winslet. Manning fue homenajeada con el premio a la "Visionaria de Moda en el Cine" en el Festival de Cine de Bel Air en 2009. Luego, grabó un cortometarje, que sigue un día en la vida de Frankie B. El vídeo fue titulado "Let's Get Lost", que es la canción original mostrada en el vídeo por el músico Gilby Clarke, con voces a cargo de Manning.
Manning también trabaja como DJ. Desempeñándose como DJ, por ejemplo, en World on Wheels.
También participó en la portada de "Sex & Music", de Playboy, en abril de 2011. En 2012, hizo una aparición en el video musical de la canción «Spectrum», del productor y DJ alemán Zedd, en la que interpreta a una alien.

## Vida personal
Manning tuvo cinco tatuajes pequeños, pero en 2005 se hizo un tratamiento con láser para quitarse algunos tatuajes. Insistió en que "había crecido" en el amor por su propia piel y quería quitarse más tatuajes. Según sus palabras, quedó "feliz" luego de deshacerse de su tatuaje que decía 'I love boys' ("Amo a los chicos"), ubicado en su antebrazo, porque le "traía malos recuerdos". Sus películas favoritas son Boogie Nights, The Silence of the Lambs y Little Miss Sunshine. Disfruta mirar American Idol, The Bachelorette y MTV, aunque admite que no es "una observadora de televisión". Tiene dos perros pequeños, llamados 'Penguin' y 'Speakers'. En su tiempo libre hace yoga, escribe canciones y le gusta salir con sus amigos.
Estuvo a bordo del Vuelo JetBlue Airways 292 que tuvo que hacer un aterrizaje de emergencia en el aeropuerto de Los Ángeles el 21 de septiembre de 2005. En sus propias palabras: "fue la experiencia más surrealista, fuera de cuerpo que he tenido".

## Filmografía

### Cine
| Año  | Título                           | Rol                    | Notas                                |
| ---- | -------------------------------- | ---------------------- | ------------------------------------ |
| 1999 | Speedway Junky                   | Chica en el auto       | Sin acreditar                        |
| 1999 | The Specials                     | Cazadora de autógrafos |                                      |
| 2001 | Crazy/Beautiful                  | Maddy                  |                                      |
| 2002 | Crossroads                       | Mimi                   |                                      |
| 2002 | White Oleander                   | Niki                   |                                      |
| 2002 | 8 Mile                           | Janeane                |                                      |
| 2003 | Cold Mountain                    | Shyla                  |                                      |
| 2004 | Dandelion                        | Danny Voss             |                                      |
| 2005 | Hustle & Flow                    | Nola                   |                                      |
| 2005 | Lucky 13                         | Sam                    |                                      |
| 2005 | A Lot Like Love                  | Ellen Martin           |                                      |
| 2006 | Unbeatable Harold                | Sandy                  |                                      |
| 2006 | The Breed                        | Sara                   |                                      |
| 2006 | When the Nines Roll Over         | Molly Minx             | Cortometraje                         |
| 2007 | Cult                             | Cassandra              |                                      |
| 2007 | After Sex                        | Alanna                 |                                      |
| 2007 | Weirdsville                      | Matilda / Mattie       |                                      |
| 2008 | Jack and Jill vs. the World      | Jill                   |                                      |
| 2008 | Your Name Here                   | Nikki                  |                                      |
| 2009 | Kill Theory                      | Alex                   |                                      |
| 2009 | The Devil's Tomb                 | Doc                    |                                      |
| 2009 | The Job                          | Joy                    |                                      |
| 2009 | The Perfect Age of Rock 'n' Roll | Rose Atropos           |                                      |
| 2010 | Waking Madison                   | Margaret               |                                      |
| 2010 | Groupie                          | Riley Simms            | También como asistente de producción |
| 2010 | Love Ranch                       | Mallory                |                                      |
| 2010 | Redemption Road                  | Jackie                 |                                      |
| 2010 | Heaven's Rain                    | Leslie                 |                                      |
| 2011 | The Speed of Thought             | Kira                   |                                      |
| 2011 | Man Without A Head               | Kamila                 |                                      |
| 2011 | Zombie Apocalypse                | Ramona                 | Película para televisión             |
| 2013 | Five Thirteen                    | Lisa                   |                                      |
| 2013 | All American Christmas Carol     | Cindy                  |                                      |
| 2014 | Low Down                         | Colleen                |                                      |
| 2015 | Experimenter                     | Sra. Lowe              |                                      |
| 2015 | Cleveland Abduction              | Michelle Knight        | Película para televisión             |
| 2015 | It Snows All the Time            | April                  |                                      |
| 2015 | #Horror                          |                        |                                      |
| 2015 | Almost Broadway                  | Molly                  |                                      |
| 2015 | A Light Beneath Their Feet       | Gloria Gerringson      |                                      |
| 2023 | Miranda's Victim                 | Twila Hoffman          |                                      |

## Discografía

### Álbumes
| Año  | Álbum        |
| ---- | ------------ |
| 2013 | Freedom City |

### Sencillos
| Año  | Título                 | Álbum        |
| ---- | ---------------------- | ------------ |
| 2009 | "So Talented"          | Freedom City |
| 2010 | "Spotlight"            | Freedom City |
| 2011 | "Turn It Up"           | Freedom City |
| 2012 | "Send Me Your Love"    | Freedom City |
| 2013 | "Summer Ashes"         | Freedom City |
| 2015 | "All The Way For Love" |              |

### General
| Año  | Canción                            | Notas                                     |
| ---- | ---------------------------------- | ----------------------------------------- |
| 2008 | "Christmas All Over Again" (Cover) | Dueto por Taryn Manning y Butch Walker.   |
| 2009 | "Let's Get Lost"                   | Grabada para la colección de Frankie B.   |
| 2009 | "Lonely World"                     | Dreamers con Taryn Manning e Ilsey Juber. |
| 2011 | "Here It Comes Again"              | Dueto por Taryn Manning y Butch Walker.   |
| 2013 | "Seeking of the Truth"             | Razihel con Taryn Manning.                |